# Зграда на Тргу ослобођења бр. 6 у Сомбору
Зграда на Тргу ослобођења бр. 6, данашњи Трг Св. Ђорђа  у Сомбору (кућа Паланачких) подигнута 1888. године и представља непокретно културно добро као споменик културе од великог значаја.

## Изглед зграде
Зграда је саграђена као симетрично решена једноспратна грађевина. Академски компонована у духу еклектике са елементима ренесансе видљивим у хоризонталној подели зидног платна, плиткој рељефној пластичној декорацији око отвора и кровном венцу са низом конзола. Тераса на спрату над двокрилним дрвеним касетираним улазним вратима има богато изведену ограду од кованог гвожђа. Отвори у приземљу завршени су лучно, а на спрату архитравно и надвишени су троугластим тимпанонима које носе конзоле.
У кући је живео Лаза Костић (1841, Ковиљ – 1910, Беч), најзначајнији представник српског романтизма у књижевности, песник, драмски писац, књижевни критичар и преводилац.
Конзерваторски радови изведени су 1982. године.